# Gran Premio di superbike di Misano Adriatico 2016
Il Gran Premio di Superbike di Misano Adriatico 2016 è stata l'ottava prova su tredici del campionato mondiale Superbike 2016, è stato disputato il 18 e 19 giugno sul circuito di Misano e in gara 1 ha visto la vittoria di Jonathan Rea davanti a Tom Sykes e Michael van der Mark, lo stesso pilota si è ripetuto anche in gara 2, davanti a Tom Sykes e Davide Giugliano.
La vittoria nella gara valevole per il campionato mondiale Supersport 2016 è stata ottenuta da Kenan Sofuoğlu.

## Risultati

### Gara 1

#### Arrivati al traguardo
| Pos. | Nº  | Pilota               | Squadra                  | Motocicletta       | Giri | Tempo     | Griglia | Punti |
| ---- | --- | -------------------- | ------------------------ | ------------------ | ---- | --------- | ------- | ----- |
| 1º   | 1   | Jonathan Rea         | Kawasaki Racing          | Kawasaki ZX-10R    | 21   | 33'44.254 | 2º      | 25    |
| 2º   | 66  | Tom Sykes            | Kawasaki Racing          | Kawasaki ZX-10R    | 21   | +0.090    | 1º      | 20    |
| 3º   | 60  | Michael van der Mark | Honda World Superbike    | Honda CBR1000RR SP | 21   | +3.093    | 10º     | 16    |
| 4º   | 7   | Chaz Davies          | Aruba.it Racing - Ducati | Ducati Panigale R  | 21   | +5.878    | 9º      | 13    |
| 5º   | 81  | Jordi Torres         | Althea BMW Racing        | BMW S1000 RR       | 21   | +15.955   | 12º     | 11    |
| 6º   | 21  | Markus Reiterberger  | Althea BMW Racing        | BMW S1000 RR       | 21   | +18.200   | 11º     | 10    |
| 7º   | 59  | Niccolò Canepa       | Pata Yamaha              | Yamaha YZF R1      | 21   | +19.385   | 15º     | 9     |
| 8º   | 2   | Leon Camier          | MV Agusta Reparto Corse  | MV Agusta 1000 F4  | 21   | +19.918   | 8º      | 8     |
| 9º   | 40  | Román Ramos          | Team GoEleven            | Kawasaki ZX-10R    | 21   | +26.272   | 14º     | 7     |
| 10º  | 13  | Anthony West         | Pedercini Racing         | Kawasaki ZX-10R    | 21   | +32.593   | 13º     | 6     |
| 11º  | 25  | Joshua Brookes       | Milwaukee BMW            | BMW S1000 RR       | 21   | +36.825   | 16º     | 5     |
| 12º  | 15  | Alex De Angelis      | IodaRacing               | Aprilia RSV4 RF    | 21   | +37.084   | 24º     | 4     |
| 13º  | 22  | Alex Lowes           | Pata Yamaha              | Yamaha YZF R1      | 21   | +38.181   | 4º      | 3     |
| 14º  | 34  | Davide Giugliano     | Aruba.it Racing - Ducati | Ducati Panigale R  | 21   | +41.201   | 7º      | 2     |
| 15º  | 119 | Paweł Szkopek        | Team Tóth                | Yamaha YZF R1      | 21   | +1'20.992 | 22º     | 1     |
| 16º  | 56  | Péter Sebestyén      | Team Tóth                | Yamaha YZF R1      | 21   | +1'21.783 | 20º     |       |
| 17º  | 9   | Dominic Schmitter    | Grillini Racing          | Kawasaki ZX-10R    | 21   | +1'24.623 | 18º     |       |
| 18º  | 61  | Fabio Menghi         | VFT Racing               | Ducati Panigale R  | 21   | +1'25.068 | 17º     |       |
| 19º  | 11  | Saeed Al Sulaiti     | Pedercini Racing         | Kawasaki ZX-10R    | 21   | +1'31.041 | 21º     |       |
| 20º  | 4   | Gianluca Vizziello   | Grillini Racing          | Kawasaki ZX-10R    | 20   | +1 giro   | 23º     |       |

#### Ritirati
| Nº | Pilota           | Squadra               | Motocicletta       | Giri | Griglia |
| -- | ---------------- | --------------------- | ------------------ | ---- | ------- |
| 12 | Javier Forés     | Barni Racing          | Ducati Panigale R  | 17   | 3º      |
| 17 | Karel Abraham    | Milwaukee BMW         | BMW S1000 RR       | 9    | 19º     |
| 69 | Nicky Hayden     | Honda World Superbike | Honda CBR1000RR SP | 1    | 6º      |
| 32 | Lorenzo Savadori | IodaRacing            | Aprilia RSV4 RF    | 0    | 5º      |

### Gara 2

#### Arrivati al traguardo
| Pos. | Nº  | Pilota               | Squadra                  | Motocicletta       | Giri | Tempo     | Griglia | Punti |
| ---- | --- | -------------------- | ------------------------ | ------------------ | ---- | --------- | ------- | ----- |
| 1º   | 1   | Jonathan Rea         | Kawasaki Racing          | Kawasaki ZX-10R    | 21   | 33'38.497 | 2º      | 25    |
| 2º   | 66  | Tom Sykes            | Kawasaki Racing          | Kawasaki ZX-10R    | 21   | +2.963    | 1º      | 20    |
| 3º   | 34  | Davide Giugliano     | Aruba.it Racing - Ducati | Ducati Panigale R  | 21   | +6.356    | 7º      | 16    |
| 4º   | 12  | Javier Forés         | Barni Racing             | Ducati Panigale R  | 21   | +11.691   | 3º      | 13    |
| 5º   | 32  | Lorenzo Savadori     | IodaRacing               | Aprilia RSV4 RF    | 21   | +15.164   | 5º      | 11    |
| 6º   | 69  | Nicky Hayden         | Honda World Superbike    | Honda CBR1000RR SP | 21   | +15.248   | 6º      | 10    |
| 7º   | 81  | Jordi Torres         | Althea BMW Racing        | BMW S1000 RR       | 21   | +15.587   | 12º     | 9     |
| 8º   | 22  | Alex Lowes           | Pata Yamaha              | Yamaha YZF R1      | 21   | +17.276   | 4º      | 8     |
| 9º   | 59  | Niccolò Canepa       | Pata Yamaha              | Yamaha YZF R1      | 21   | +20.082   | 15º     | 7     |
| 10º  | 60  | Michael van der Mark | Honda World Superbike    | Honda CBR1000RR SP | 21   | +23.832   | 10º     | 6     |
| 11º  | 13  | Anthony West         | Pedercini Racing         | Kawasaki ZX-10R    | 21   | +25.004   | 13º     | 5     |
| 12º  | 40  | Román Ramos          | Team GoEleven            | Kawasaki ZX-10R    | 21   | +28.020   | 14º     | 4     |
| 13º  | 15  | Alex De Angelis      | IodaRacing               | Aprilia RSV4 RF    | 21   | +29.703   | 24º     | 3     |
| 14º  | 25  | Joshua Brookes       | Milwaukee BMW            | BMW S1000 RR       | 21   | +40.695   | 16º     | 2     |
| 15º  | 17  | Karel Abraham        | Milwaukee BMW            | BMW S1000 RR       | 21   | +56.679   | 19º     | 1     |
| 16º  | 9   | Dominic Schmitter    | Grillini Racing          | Kawasaki ZX-10R    | 21   | +1'03.741 | 18º     |       |
| 17º  | 61  | Fabio Menghi         | VFT Racing               | Ducati Panigale R  | 21   | +1'10.624 | 17º     |       |
| 18º  | 56  | Péter Sebestyén      | Team Tóth                | Yamaha YZF R1      | 21   | +1'13.063 | 20º     |       |
| 19º  | 11  | Saeed Al Sulaiti     | Pedercini Racing         | Kawasaki ZX-10R    | 21   | +1'22.765 | 21º     |       |
| 20º  | 119 | Paweł Szkopek        | Team Tóth                | Yamaha YZF R1      | 21   | +1'59.149 | 22º     |       |

#### Ritirati
| Nº | Pilota              | Squadra                  | Motocicletta      | Giri | Griglia |
| -- | ------------------- | ------------------------ | ----------------- | ---- | ------- |
| 4  | Gianluca Vizziello  | Grillini Racing          | Kawasaki ZX-10R   | 14   | 23º     |
| 2  | Leon Camier         | MV Agusta Reparto Corse  | MV Agusta 1000 F4 | 11   | 8º      |
| 7  | Chaz Davies         | Aruba.it Racing - Ducati | Ducati Panigale R | 2    | 9º      |
| 21 | Markus Reiterberger | Althea BMW Racing        | BMW S1000 RR      | 0    | 11º     |

### Supersport

#### Arrivati al traguardo
| Pos. | Nº  | Pilota              | Squadra                      | Motocicletta        | Giri | Tempo     | Griglia | Punti |
| ---- | --- | ------------------- | ---------------------------- | ------------------- | ---- | --------- | ------- | ----- |
| 1º   | 1   | Kenan Sofuoğlu      | Kawasaki Puccetti Racing     | Kawasaki ZX-6R      | 19   | 31'35.005 | 2º      | 25    |
| 2º   | 2   | Patrick Jacobsen    | Honda World Supersport       | Honda CBR600RR      | 19   | +0.920    | 3º      | 20    |
| 3º   | 4   | Gino Rea            | GRT Racing                   | MV Agusta F3 675    | 19   | +7.166    | 11º     | 16    |
| 4º   | 21  | Randy Krummenacher  | Kawasaki Puccetti Racing     | Kawasaki ZX-6R      | 19   | +8.449    | 4º      | 13    |
| 5º   | 87  | Lorenzo Zanetti     | MV Agusta Reparto Corse      | MV Agusta F3 675    | 19   | +17.850   | 15º     | 11    |
| 6º   | 25  | Alex Baldolini      | Race Department ATK#25       | MV Agusta F3 675    | 19   | +18.353   | 13º     | 10    |
| 7º   | 47  | Axel Bassani        | San Carlo Team Italia        | Kawasaki ZX-6R      | 19   | +18.461   | 19º     | 9     |
| 8º   | 81  | Luke Stapleford     | Profile Racing               | Triumph Daytona 675 | 19   | +18.644   | 10º     | 8     |
| 9º   | 71  | Christoffer Bergman | CIA Landlord Insurance Honda | Honda CBR600RR      | 19   | +20.156   | 14º     | 7     |
| 10º  | 6   | Davide Stirpe       | Scuderia Maranga Racing      | Kawasaki ZX-6R      | 19   | +31.509   | 17º     | 6     |
| 11º  | 78  | Hikari Ōkubo        | CIA Landlord Insurance Honda | Honda CBR600RR      | 19   | +32.517   | 16º     | 5     |
| 12º  | 34  | Kevin Manfredi      | Phoenix Racing Suzuki        | Suzuki GSX-R600     | 19   | +33.591   | 36º     | 4     |
| 13º  | 99  | Luigi Morciano      | Team GoEleven                | Kawasaki ZX-6R      | 19   | +34.468   | 18º     | 3     |
| 14º  | 41  | Aiden Wagner        | GRT Racing                   | MV Agusta F3 675    | 19   | +34.541   | 27º     | 2     |
| 15º  | 19  | Kevin Wahr          | Gemar Balloons - Team Lorini | Honda CBR600RR      | 19   | +38.788   | 28º     | 1     |
| 16º  | 55  | Ilya Mikhalchik     | DS Junior                    | Kawasaki ZX-6R      | 19   | +41.810   | 9º      |       |
| 17º  | 57  | Ilario Dionisi      | Ellan Vannin Motorsport      | MV Agusta F3 675    | 19   | +44.426   | 22º     |       |
| 18º  | 88  | Nicolás Terol       | Schmidt Racing               | MV Agusta F3 675    | 19   | +45.671   | 24º     |       |
| 19º  | 12  | Christopher Gobbi   | VFT Racing                   | Yamaha YZF R6       | 19   | +45.962   | 21º     |       |
| 20º  | 127 | Luigi Brignoli      | Broncos Racing               | Kawasaki ZX-6R      | 19   | +47.024   | 25º     |       |
| 21º  | 23  | Cédric Tangre       | Yohann Moto Sport            | Suzuki GSX-R600     | 19   | +56.112   | 31º     |       |
| 22º  | 77  | Kyle Ryde           | Schmidt Racing               | MV Agusta F3 675    | 19   | +1'02.781 | 33º     |       |
| 23º  | 50  | Braeden Ortt        | WILSport Racedays Honda      | Honda CBR600RR      | 19   | +1'30.411 | 34º     |       |
| 24º  | 83  | Lachlan Epis        | Response RE Racing           | Kawasaki ZX-6R      | 19   | +1'41.745 | 35º     |       |
| 25º  | 96  | Javier Orellana     | WILSport Racedays Honda      | Honda CBR600RR      | 17   | +2 giri   | 32º     |       |

#### Ritirati
| Nº  | Pilota              | Squadra                      | Motocicletta     | Giri | Griglia |
| --- | ------------------- | ---------------------------- | ---------------- | ---- | ------- |
| 10  | Nacho Calero        | Orelac Racing VerdNatura     | Kawasaki ZX-6R   | 18   | 26º     |
| 11  | Christian Gamarino  | Team GoEleven                | Kawasaki ZX-6R   | 13   | 5º      |
| 61  | Alessandro Zaccone  | San Carlo Team Italia        | Kawasaki ZX-6R   | 13   | 7º      |
| 63  | Zulfahmi Khairuddin | Orelac Racing VerdNatura     | Kawasaki ZX-6R   | 11   | 29º     |
| 111 | Kyle Smith          | CIA Landlord Insurance Honda | Honda CBR600RR   | 10   | 20º     |
| 86  | Ayrton Badovini     | Gemar Balloons - Team Lorini | Honda CBR600RR   | 8    | 6º      |
| 16  | Jules Cluzel        | MV Agusta Reparto Corse      | MV Agusta F3 675 | 8    | 8º      |
| 35  | Stefan Hill         | CIA Landlord Insurance Honda | Honda CBR600RR   | 5    | 23º     |
| 44  | Roberto Rolfo       | Factory Vamag                | MV Agusta F3 675 | 3    | 12º     |
| 82  | Lorenzo Cipiciani   | VUEFFE Corse                 | Honda CBR600RR   | 0    | 30º     |
| 7   | Angelo Licciardi    | R2 MotorRacing               | Kawasaki ZX-6R   | 0    | 37º     |

#### Squalificato
| Nº | Pilota              | Squadra                         | Motocicletta   | Giri | Tempo | Griglia |
| -- | ------------------- | ------------------------------- | -------------- | ---- | ----- | ------- |
| 64 | Federico Caricasulo | Bardahl Evan Bros. Honda Racing | Honda CBR600RR | 19   | +0545 | 1º      |